# Packlage

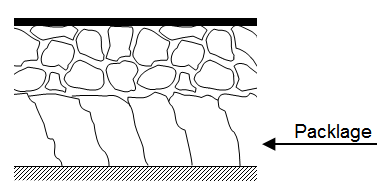
Querschnitt durch eine historische Straße mit Packlage

Die Packlage, auch Packlager, bildete im Straßenbau vor dem 20. Jahrhundert die unterste Befestigungsschicht im Straßenaufbau und war eine Weiterentwicklung aus dem bisherigen Unterbau älterer französischer Straßen. Sie wurde vom französischen Straßenbauingenieur Pierre Marie Jérôme Trésaguet im Jahre 1764 erfunden. Sie bestand aus relativ großen Steinen oder Steinstücken, die hochkantig und idealerweise im Reihenverband in das vorbereitete Planum gesetzt wurden. Die möglichst unregelmäßigen Oberkanten dieser Steine wurden mit kleineren Steinen (Zwicker) verfüllt, damit eine formschlüssige Verzahnung entstand. Darüber füllte man die Mittellage (Beschotterung). Schablonen an den Rändern der sich im Bau befindlichen Fahrbahn sichern die gewünschte Wölbung der Packlage und des später darauf aufgesetzten Oberbaus. Wegen verschiedener Nachteile (geringe Tragfähigkeit, unwirtschaftliche Bauweise) wurde die Packlage seit Mitte des 20. Jahrhunderts nach und nach durch die moderne Tragschicht (beispielsweise aus Schotter) ersetzt.